# Nortt
Nortt är ett danskt enmansprojekt som spelar Funeral Doom Metal.

## Diskografi
- Nattetale (demo, 1997)
- Døden... (demo, 1998)
- Graven (demo, 1999)
- Hedengang (2002)
- Mournful Monuments 1998-2002 (2003)
- Gudsforladt (2004)
- Xasthur / Nortt (2004)
- Ligfærd (2006)
- Galgenfrist (2008)